# 王立婦人陸軍
王立婦人陸軍 (おうりつふじんりくぐん、Women's Royal Army Corps, WRAC)とは、イギリス陸軍の女性部隊。アルスター防衛連隊 (Ulster Defence Regiment、UDR)、アレクサンドラ王妃王立陸軍看護軍団（Queen Alexandra's Royal Army Nursing Corps)に所属した女性兵士は含まれない。

## 沿革
第二次世界大戦時の1938年に組織された補助地方義勇軍(Auxiliary Territorial Service、ATS) を改組したものとして王立婦人陸軍は1949年2月1日に発足した。1952年、中尉、下級司令官(Junior Commander)、中佐などの階級はイギリス陸軍と統合された。
1974年のギルフォードのパブ爆破事件ではIRA暫定派によって2名の兵士が殉職した
1992年、イギリス陸軍副総監部(Adjutant General's Corps)に移管され、消滅した。
最高階級は准将(Brigadier)。
ハーウッド伯爵夫人メアリーは1949年に少将(major general　メイジャー ジェネラル）に着任、1956年に陸軍大将(General)に昇進し1965年まで就任した。
ケント公爵夫人キャサリンは1967年から1992年まで少将に就任した。

## 楽隊
王立婦人陸軍楽隊は全員女性である

## 関連書籍
- Bidwell Shelford. Women's Royal Army Corps (1997) 141pp
- Noakes, Lucy. Women in the British Army: War and the Gentle Sex, 1907–48 (2006), the standard scholarly history; focus on ATS
- WRAC archive of regiments.org